# Гамерзен
Гамерзен (нім. Hamersen) — громада в Німеччині, розташована в землі Нижня Саксонія. Входить до складу району Ротенбург-на-Вюмме. Складова частина об'єднання громад Зіттензен.
Площа — 13,61 км2. Населення становить 502 ос. (станом на 31 грудня 2021).